# Frutti Di Mare (album)
Frutti Di Mare – trzeci album studyjny polskiej grupy muzycznej Cancdida.

## Lista utworów
| Nr  | Tytuł utworu | Długość |
| --- | ------------ | ------- |
| 1.  | „Mary”       | 4:03    |
| 2.  | „Gusty”      | 4:12    |
| 3.  | „Aby”        | 3:52    |
| 4.  | „Krew”       | 3:43    |
| 5.  | „Ostry”      | 3:36    |
| 6.  | „Muł”        | 2:37    |
| 7.  | „Brzeg”      | 4:15    |
| 8.  | „Serc”       | 4:14    |
| 9.  | „Ucho”       | 4:00    |
| 10. | „Trą”        | 4:03    |
| 11. | „Łam”        | 4:33    |
| 12. | „Oś”         | 3:13    |
|     |              | 46:21   |